# CT Santa Catarina (D-32)
El CT Santa Catarina (D-32), originalmente USS Irwin (DD-794), fue un destructor clase Fletcher que sirvió en la Armada de los Estados Unidos y en la Marina de Brasil.
Fue construido por Bethlehem Steel. La quilla fue puesta el 2 de mayo de 1943, la botadura fue realizada el 31 de octubre del mismo año y el 14 de febrero de 1944, el buque fue comisionado en la Armada de los Estados Unidos.
Este buque clase Fletcher desplazaba 2050 toneladas, tenía una eslora de 114,8 metros, una manga de 12 metros y un calado de 5,5 metros.
Fue retirado del servicio el 31 de mayo de 1946, y luego devuelto el 26 de febrero de 1951. Siete años después, fue relevado definitivamente, el 10 de enero de 1958. Fue transferido a la Marina de Brasil el 10 de mayo de 1968, donde fue bautizado Santa Catarina. Finalmente, fue comprado por el país sudamericano en 1973 y el Santa Catarina sirvió hasta el 28 de diciembre de 1988, cuando fue retirado definitivamente. Posteriormente, en 1990, fue hundido como barco objetivo.